# Helm Crag
Helm Crag è un promontorio del Lake District in Inghilterra che si trova sulle Central Fells a nord di Grasmere. Anche se non è una montagna così alta si trova ben visibile alla fine di un costone, facilmente visibile dal villaggio. Questo, insieme alla forma distintiva delle rocce sulla sua sommità, che gli hanno portato il nome di "Il leone e l'agnello", lo rendono una delle colline maggiormente riconoscibili del Distretto.
Alfred Wainwright scrisse di Helm Crag che "Le virtù di Helm Crag non sono state lodate abbastanza. C'è una salita un  po' ripida, un breve saggio per i veri alpinisti, e, in una regione dove tutto è bello, dona un notevole contributo al fascino naturale e alle attrazioni di Grasmere."

## Topografia
Un crinale roccioso curva a est e poi a sud da Calf Crag, passando per Gibson Knott e la depressione di Bracken Hause, prima di finire a Helm Crag dove cadee rapidamente da tutti i lati. A nord e a est del crinale c'è la vallata di Greenburn, che raggiunge Rothay a Helm Side. A ovest e a sud c'è Easedale Beck, che è anche un affluente del Rothay, l'incontro di queste acque comincia poco a nord del villaggio di Grasmere. Helm Crag è generalmente ruvido, con caratteristiche particolari con falesie alte e basse a est e falesie bianche nell'estremità sud.

## Geologia
La geologia del promontorio è complessa, ma la sommità è un'area di davanzali di andesite. Non ci sono testimonianze di miniere.

## Sommità e vista
La sommità è insolita, avendo due dorsali parallele a breve distanza in direzione da nord ovest a sud est con un incavo nel mezzo, il crinale a ovest è il più alto. A breve distanza sotto la cresta orientale la scena si ripete con, sempre parallelo, un terzo crinale, fosso e parapetto si incrociano prima di raggiungere le falesie. L'intero complesso inizialmente sembra essere opera dell'uomo, ma è del tutto naturale. La sommità sovrasta la vista di Langdale Pikes, Coniston Fells e Eastern Fells.

## Il Leone e L'agnello
Alla fine del crinale più alto si trova affioramenti di roccia che hanno reso famoso Helm Crag. Solo uno può essere visto da tutte le valli circostanti, e hanno svariati nomi a seconda del profilo che assumono se osservati da un determinato punto. L'affioramento a nordovest è la vera cima del crinale, ci vuole una breve ma intensa camminata per raggiungerlo. Ha il soprannome di "la vecchia signora che suona l'organo" se vista da Mill Gill, "l'obice" se visto dalla sommità di Dunmail Raise e "il leone e l'agnello" dal mezzo delle due. L'affioramento a sud è prominente su Grasmere e per tradizione è "Il Leone e L'agnello".

## Salite
Helm Crag in genere si raggiunge da Grasmere, anche se si può arrivare anche dalla valle di Bracken Hause, o lungo il crinale da Gibson Knott.